# Hjärtums pastorat
Hjärtums pastorat var ett pastorat i Lilla Edets kommun, Västra Götalands län, i den del av Lilla Edets kommun som tillhör Bohuslän. Det omfattade exakt samma område som Inlands Torpe härad och tillhörde Göta Älvdalens kontrakt (före 1 april 2007 Älvsyssels södra kontrakt) i Göteborgs stift. Pastoratet uppgick 2013 i Lilla Edets pastorat.
Pastoratet bestod av dessa två församlingar:
- Hjärtums församling, pastoratets moderförsamling
- Västerlanda församling, annexförsamling

Pastoratskod var 080505. 